# Barragem de Bemposta
A Barragem de Bemposta faz parte do Aproveitamento Hidroeléctrico de Bemposta está localizado imediatamente a montante da confluência do afluente rio Tormes, no final do troço internacional atribuído a Portugal, junto da povoação de Bemposta, concelho de Mogadouro e distrito de Bragança. 
O Aproveitamento de Bemposta compõe-se basicamente de Barragem, equipada com um descarregador na zona central do coroamento, 2 Centrais Hidroelétricas subterrâneas, Edifícios de Comando e Descarga e Subestação, implantados na margem direita junto ao encontro da barragem. 
A Central I do Aproveitamento Hidroeléctrico de Bemposta entrou em serviço em Dezembro de 1964, utilizando o desnível de 69 m entre o nível máximo de retenção de montante 402 m e a foz do rio Tormes, com uma potência instalada de 210 MW e produz em média 1 086 GWh/ano, enquanto a Central II entrou em serviço em Novembro de 2011 e tem um potência instalada de 191 [Megawatt|MW]] e produz em média 134 GWh/ano.
A Barragem, de 87 m de altura máxima acima das fundações, é do tipo Arco de Gravidade, aligeirada por meio de uma grande galeria na base. O Descarregador Principal de Cheias, localizado sobre a barragem, é constituído por 4 portadas equipadas com comportas segmento e tem uma capacidade total de 11 000 m³/s. Sobre a Barragem, na sua zona central, localiza-se o Descarregador Auxiliar, equipado com uma comporta segmento, destinado à regulação de nível e à evacuação de caudais inferiores a 500 m³/s.
A sua Albufeira tem uma capacidade total de 129 000 000 m³, dos quais apenas 20 000 000 m³ são utilizados para turbinamento e estende-se por cerca de 21 km, numa zona em que o vale do Douro é relativamente mais aberto que a montante, muito embora na zona de implantação da barragem as margens sejam acentuadamente abruptas.
A Central de Bemposta I é subterrânea, localizada no maciço rochoso junto ao encontro direito da barragem, tem 85 m de comprimento, 22 m de largura e 45 m de altura máxima de escavação. Está equipada com 3 Grupos Geradores com turbinas do tipo Francis de eixo vertical de 79 434 kW acopladas a alternadores trifásicos de 78 MVA. Os Edifícios de Comando e Descarga localizam-se na margem direita, numa plataforma sobreelevada relativamente ao coroamento da barragem. A Subestação de Transformação 15/242 kV está estabelecida numa plataforma à cota do Edifício de Comando e dispõe de 3 blocos de transformadores monofásicos de 3x29 MVA. Sobranceira à plataforma dos transformadores, dispõe-se, em socalcos adaptados ao declive do terreno, a restante aparelhagem da Subestação. O Parque de Linhas (Subestação) está dimensionado para 5 painéis de saída. 
Em Novembro de 2011, entrou em serviço o Reforço de Potência da Barragem de Bemposta, constituído por uma nova central subterrânea (Bemposta II) com 1 grupo gerador, constituído por uma turbina Francis de eixo vertical, de 191 MW e um alternador de 212 MVA.
Energias de Portugal vendeu a barragem a um consórcio francês em dezembro de 2019.